# Palacio de Justicia del Condado de Clay (Nebraska)
El Palacio de Justicia del Condado de Clay es un edificio de gobierno situado en Clay Center, en el estado de Nebraska (Estados Unidos). Se construyó entre 1917 – 1919. Fue diseñado por el arquitecto William F. Gernandt en estilo Beaux Arts y es un ejemplo "excepcionalmente bueno" de los diez juzgados de Nebraska que diseñó. : 7–1 También es un ejemplo "excelente" del tipo de palacio de justicia del condado de County Citadel.
El edificio fue incluido en el Registro Nacional de Lugares Históricos de EE. UU. en 1990. 